# Aulacospermum tenuisectum
Aulacospermum tenuisectum är en flockblommig växtart som beskrevs av Jevgenij Korovin. Aulacospermum tenuisectum ingår i släktet Aulacospermum och familjen flockblommiga växter. Inga underarter finns listade i Catalogue of Life.